# Claudia (crater)
Claudia este un mic crater care a definit anterior meridianul principal al asteroidului 4 Vesta. Convenția de definire a meridianului prim al lui Vesta de la Claudia este denumită în mod informal sistemul de coordonate Claudia. Craterul a fost numit după Fecioara Vestală Romană Claudia de către echipa misiunii Dawn; numele Claudia a fost aprobat oficial de IAU la 30 septembrie 2011.
Claudia a fost aleasă pentru că este mic, bine definit, ușor de găsit și aproape de ecuator. Meridianul prim  se întinde la 4° spre vest. Acest lucru are ca rezultat un set mai logic de cadrane de cartografiere decât sistemul de coordonate IAU, care se deplasează în timp din cauza unei erori în calcularea poziției spolului și se bazează pe  Olbers Regio de 200 km lățime, care este atât de prost definit încât nu este nici măcar vizibil pentru nava spațială Dawn.
Sistemul de coordonate Claudia a fost sistemul de coordonate folosit de echipa misiunii Dawn, NASA și Gazetteer of Planetary Nomenclature (GPN) al Uniunii Astronomice Internaționale. Cu toate acestea, sistemul de coordonate Claudia a fost de atunci înlocuit de sistemul Claudia Double-Prime (numit și sistemul de coordonate Planetary Data), unde Claudia este definită la 146°E. Prin urmare, sistemul Claudia Double-Prime este decalat cu 150° est de sistemul de coordonate Claudia.